# Campionatul Mondial de Scrimă din 1999
Campionatul Mondial de Scrimă din 1999 s-a desfășurat în perioadă 1–8 noiembrie la Seul în Coreea de Sud.

## Rezultate

### Masculin
| Probă                 | Aur                                                                          | Argint                                                                        | Bronz                                                                            |
| Spadă la individual   | Arnd Schmitt (GER)                                                           | Péter Vánky (SWE)                                                             | Pavel Kolobkov (RUS) · Kaido Kaaberma (EST)                                      |
| Spadă pe echipe       | Franța Jean-François Di Martino Éric Srecki Hugues Obry Rémy Delhomme        | Germania Arnd Schmitt Marc-Konstantin Steifensand Jörg Fiedler Elmar Borrmann | Cuba Iván Trevejo Carlos Pedroso Nelson Loyola Torriente Camilo Boris Barrientos |
| Floretă la individual | Serhii Holubîțkîi (UKR)                                                      | Matteo Zennaro (ITA)                                                          | Wolfgang Wienand (GER) · Kim Young-ho (KOR)                                      |
| Floretă pe echipe     | Franța Lionel Plumenail Patrice Lhotellier Jean Noël Ferrari Jean-Yves Robin | China Wang Haibin Ye Chong Zhang Jie Dong Zhaozhi                             | Polonia Adam Krzesinski Piotr Kielpikowski Sławomir Mocek Wojciech Szuchnicki    |
| Sabie la individual   | Damien Touya (FRA)                                                           | Stanislav Pozdniakov (RUS)                                                    | Jean-Philippe Daurelle (FRA) · Luigi Tarantino (ITA)                             |
| Sabie pe echipe       | Franța Damien Touya Jean-Phillippe Daurelle Matthieu Gourdain Julien Pillet  | Polonia Marcin Sobala Norbert Jaskot Rafał Sznajder Arkadiusz Nowinowski      | Rusia Stanislav Pozdniakov Aleksei Frosin Serghei Șarikov Aleksei Diacenko       |

### Feminin
| Probă                 | Aur                                                                   | Argint                                                                          | Bronz                                                             |
| Spadă la individual   | Laura Flessel-Colovic (FRA)                                           | Diana Romagnoli (SUI)                                                           | Ildikó Mincza-Nébald (HUN) · Mirayda García Soto (CUB)            |
| Spadă pe echipe       | Ungaria Ildikó Mincza-Nébald Gyöngyi Szalay Hajnalka Tóth Tímea Nagy  | China Yang Shaogi Liang Qin Li Na                                               | Germania Imke Duplitzer Claudia Bokel Kristina Ophardt Katja Nass |
| Floretă la individual | Valentina Vezzali (ITA)                                               | Sabine Bau (GER)                                                                | Iris Zimmermann (GER) · Svletana Boiko (RUS)                      |
| Floretă pe echipe     | Germania Sabine Bau Monika Weber Gesine Schiel Simone Bauer           | Polonia Sylwia Gruchala Barbara Wolnicka Magdalena Mroczkiewicz Alicja Kryczalo | China Xiao Aihua Meng Jie Yuan Li Shi Haiying                     |
| Sabie la individual   | Elena Jemaeva (AZE)                                                   | Ilaria Bianco (ITA)                                                             | Ève Pouteil-Noble (FRA) · Anna Ferraro (ITA)                      |
| Sabie pe echipe       | Italia Ilaria Bianco Anna Ferraro Alessia Tognolli Daniela Colaiacomo | Franța Ève Pouteil-Noble Cécile Argiolas Anne-Lise Touya Magalie Carrier        | Azerbaidjan Elena Jemaeva Anjela Volkova Tatiana Diachenko        |

## Clasament pe medalii
| Loc | Țară                       | Aur | Argint | Bronz | Total |
| --- | -------------------------- | --- | ------ | ----- | ----- |
| 1   | Franța                     | 5   | 1      | 2     | 8     |
| 2   | Germania                   | 2   | 2      | 2     | 6     |
| 2   | Italia                     | 2   | 2      | 2     | 6     |
| 4   | Azerbaidjan                | 1   | 0      | 1     | 2     |
| 4   | Ungaria                    | 1   | 0      | 1     | 2     |
| 6   | Ucraina                    | 1   | 0      | 0     | 1     |
| 7   | China                      | 0   | 2      | 1     | 3     |
| 7   | Polonia                    | 0   | 2      | 1     | 3     |
| 9   | Rusia                      | 0   | 1      | 3     | 4     |
| 10  | Suedia                     | 0   | 1      | 0     | 1     |
| 10  | Elveția                    | 0   | 1      | 0     | 1     |
| 12  | Cuba                       | 0   | 0      | 2     | 2     |
| 13  | Estonia                    | 0   | 0      | 1     | 1     |
| 13  | Coreea de Sud              | 0   | 0      | 1     | 1     |
| 13  | Statele Unite ale Americii | 0   | 0      | 1     | 1     |